# Europe de l'Est
Cet article concerne l'Europe de l'Est dans sa conception géographique et culturelle. Pour les régimes communistes d’Europe placés sous le contrôle plus ou moins direct de l’Union soviétique, voir Bloc de l'Est.
L'Europe de l'Est (parfois appelée Europe orientale) est la partie orientale du continent européen. Elle désigne un espace dont les contours flous et variables ne coïncident pas toujours avec les frontières des pays concernés. Selon les définitions retenues, trois à sept États actuels peuvent être considérés comme est-européens, le cœur en étant constitué par la Biélorussie, la Russie et l'Ukraine. Au-delà de considérations strictement géographiques, l'Europe de l'Est désigne un ensemble géographique partageant une trajectoire historique commune, laquelle a façonné un héritage culturel et politique singulier.
Comme tout concept territorial, l'Europe de l'Est se définit autant par ses particularités intrinsèques qu'en opposition à d'autres territoires. À l'échelle européenne, elle s'inscrit ainsi en tant qu'espace culturel entre les Europes centrale, du Sud-Est et du Nord. Elle s'en différencie, notamment, pour des raisons religieuses, historiques et économiques : l'Europe de l'Est est marquée par l'héritage byzantin et la tradition orthodoxe, par la faible empreinte laissée par la période ottomane, par son industrialisation tardive et enfin par l'influence prépondérante du monde russe, au-delà de la seule période de la guerre froide.

## Repères conceptuels
Les limites orientales de l'Europe sont discutées. Si tout découpage de l'espace — selon des critères culturels mais aussi géographiques — peut s'appuyer sur des faits empiriques, il demeure essentiellement le fruit d'une construction sociale et culturelle pouvant varier en fonction du niveau d'éducation, de la situation politique, nationale et locale de son ou de ses auteurs : le choix et la pondération des critères retenus demeurent toujours subjectifs. Ceci est encore plus vrai pour un découpage en grands espaces comme celui de l'Europe.

### Critères spacioculturels de long terme

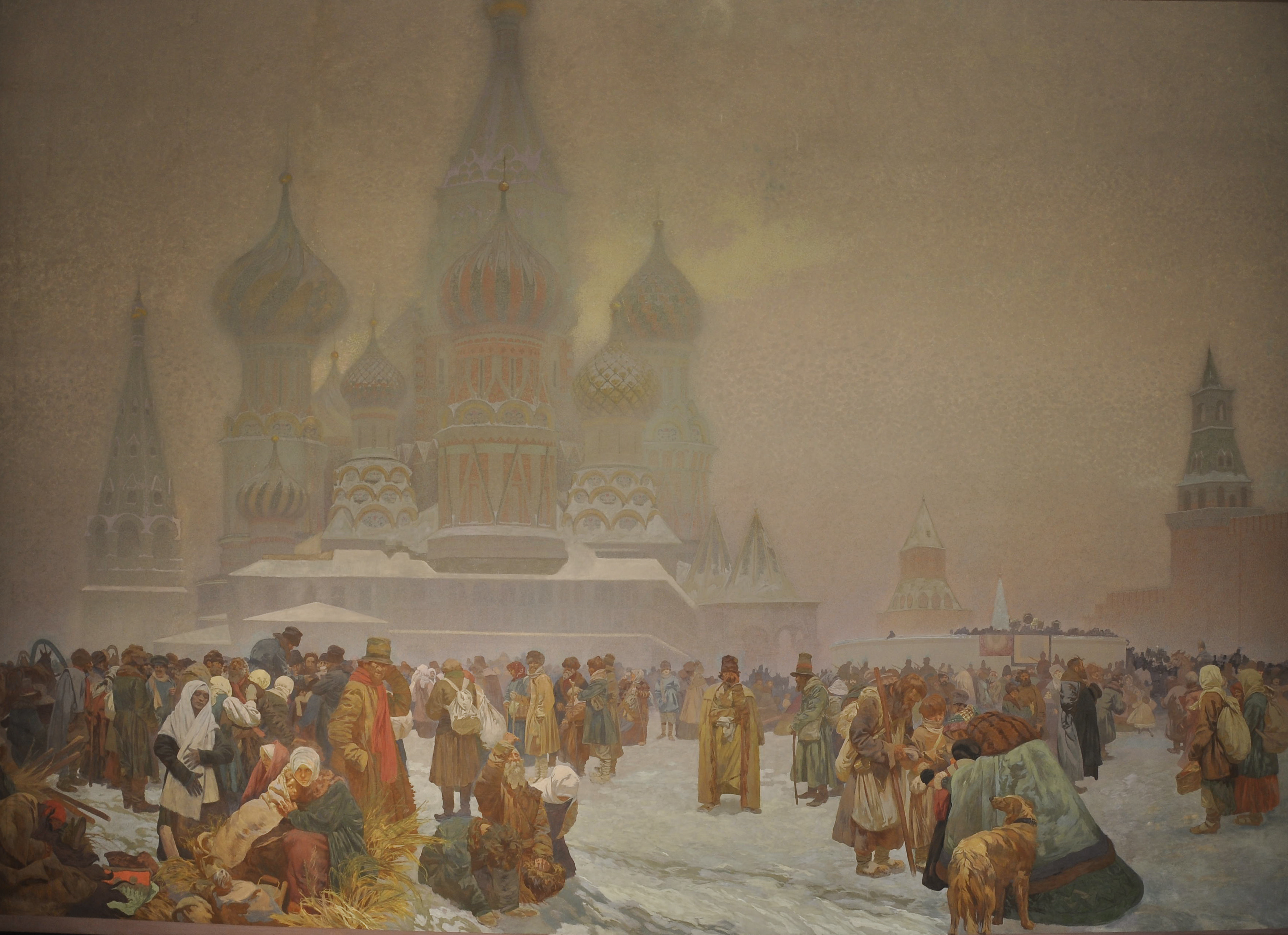
L'abolition du servage en Russie, Alfons Mucha, 1914.
Cette œuvre peut être lue comme une métaphore de l'Europe de l'Est : l'abolition du servage de 1861 qu'elle dépeint rappelle que la Russie, la grande puissance régionale, est restée longtemps un pays rural et agraire ; le peuple ainsi libéré est de surcroit représenté devant la cathédrale Saint-Basile-le-Bienheureux de Moscou.

Comme tout concept territorial, l'Europe de l'Est se définit autant par ses particularités intrinsèques qu'en opposition à d'autres territoires. Le professeur Peter Jordan, en définissant l'espace centre-européen, détermine en filigrane les caractéristiques des autres régions culturelles d'Europe. À l'échelle européenne, l'Europe de l'Est s'inscrit ainsi en tant qu'espace culturel entre les Europes centrale, du Sud-Est et du Nord. Elle s'en différencie, notamment, pour des raisons religieuses, historiques et économiques : l'Europe de l'Est est marquée par l'influence byzantine et orthodoxe — à la différence de l'Europe centrale et du Nord — ; par la faible empreinte ottomane — à la différence de l'Europe du Sud-Est — ; par une industrialisation et un développement tardifs d'un système urbain et bourgeois faisant contrepoids à la noblesse, aux seigneurs et à l'Église — à la différence de l'Europe centrale et du Nord — ; enfin, par l'influence prépondérante du monde russe, au-delà de la seule période de la guerre froide.
Cette faible influence ottomane se traduit par exemple par le repeuplement des rives de la mer Noire, après le départ des Turcs, par des réfugiés chrétiens d'autres régions de l'Empire ottoman comme les Gagaouzes ou les Bulgares. À l'inverse, l'empreinte russe se manifeste, s'agissant des régions qui n'étaient pas formellement intégrées à l'Empire russe ou à l'Union soviétique, par l'installation de Russes parmi l'élite intellectuelle et administrative urbaine ou au sein de la classe ouvrière dans les régions industrielles. En conséquence, le russe devient langue d'enseignement et de communication ; il tend parfois à devenir langue vernaculaire : les minorités ethniques de la région (juifs, gagaouzes, allemands, etc.) font preuve d'une relative russophilie, de même que certaines élites politiques et intellectuelles locales (en Russie blanche et en Ukraine orientale et méridionale). Enfin, les liens économiques et commerciaux sont traditionnellement intenses avec la Russie. La chute de l'URSS n'a pas entièrement fait disparaitre ces caractéristiques.

### Critères historiques et politiques de court terme: l'impact de la guerre froide
En 1969, Pierre Hassner définit l'Europe de l'Est comme l'ensemble des pays d'Europe « occupés par l'armée soviétique ou susceptible de l'être sans bouleverser l'ordre international », tout en rappelant que ce terme, utilisé par le camp occidental, est souvent rejeté par les populations concernées qui lui préfèrent, pour des raisons historiques et culturelles, celui d'Europe centrale. De ce point de vue, l'Europe de l'Est n'est plus une notion géographique mais une notion historique et politique conjoncturelle, intimement liée à la période de la guerre froide, dont l'appellation se veut une analogie avec les deux grands blocs de l'époque, dont le « bloc de l'Est ». Ce terme est un concept idéologique et politique qui désigne un ensemble d’États membres du pacte de Varsovie et du Conseil d'assistance économique mutuelle (Comecon), comprenant la majorité des pays d’Europe centrale et quelques pays d’Europe du Sud, auxquels peuvent être rattachés deux autres États communistes d'Europe du sud, non-membres du pacte de Varsovie ni du Comecon : l’Albanie et la Yougoslavie.

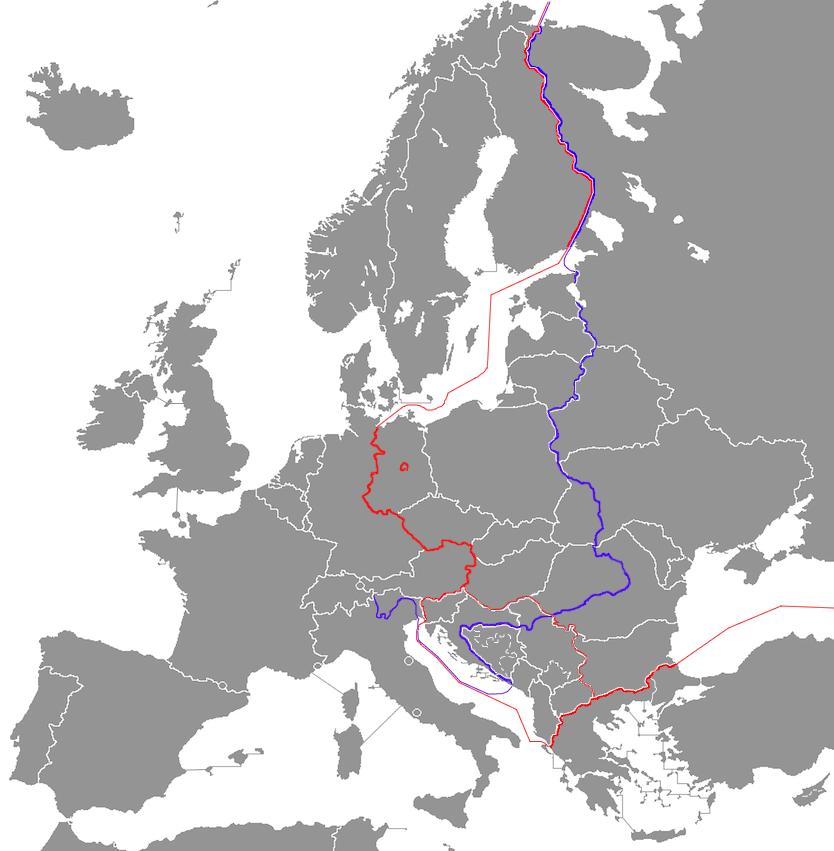
L'Europe médiane, marquée par la double influence germanique et communiste.

Czesław Miłosz analyse les débats concernant les limites de l'Europe de l'Est et de l'Europe centrale, qu'il décrit comme des mondes différents, le premier sous influence byzantine puis turque et russe, le second sous influence occidentale, marqué par une forte présence allemande du Moyen Âge au XXe siècle. Il propose alors au début des années 1980 le concept d'Europe médiane, car « entre deux », en y incorporant la nouvelle réalité géopolitique de la guerre froide. Par « pays médians », Miłosz entend dépasser les limites de l'Europe de l'Est et de l'Europe centrale, trop limitées géographiquement.
Les expressions « bloc de l’Est » et « pays de l'Est » sont tombées en désuétude depuis la chute des régimes communistes en Europe et l’ouverture du rideau de fer au début des années 1990 : elles ont pu être remplacées par la notion d' « Europe centrale et orientale » mais servent encore souvent à dénommer dans les sociétés d'Europe occidentale ces pays dont les structures socio-économiques et les mentalités ont été fortement marquées par un demi-siècle ou plus de totalitarismes successifs, d’abord nationalistes, puis communistes. Ces termes apparaissent donc comme marquées par des considérations purement historiques, liées à une courte période de l'histoire de cette région et ne doivent donc pas se confondre avec la notion culturelle et géographique d'Europe de l'Est.

### Actualisation de la notion
Dans la culture populaire francophone, en dépit de l'expression « Europe de l'Atlantique à l'Oural » et de l'élargissement de l'Union européenne, le terme d'Europe de l'Est renvoie à une Europe qui ne serait pas pleinement « européenne », car la notion d'« européen » se confond surtout avec celle d'Europe occidentale et centrale. Le terme d'Europe de l'Est apparait au début du XXIe siècle connoté négativement, y compris auprès des populations intéressées, à l'inverse par exemple de celui d'Europe centrale.

## Géographie
L’Europe de l'Est n'étant pas une région aux frontières claires et reconnues, il est difficile de définir ses caractéristiques géographiques. Si les limites de l'Europe sont nettes au sud (mer Méditerranée), à l'ouest (océan Atlantique) et au nord (océan Arctique), il n'en va pas de même à l'est, en l'absence de véritable barrière naturelle. Néanmoins, le massif de l'Oural marque par convention la frontière entre Europe et Asie, de même que le Caucase et, de part et d'autre de celui-ci, les mers Caspienne et Noire, au sud.
Jusqu'au règne du tsar Pierre le Grand (1682-1725), la limite orientale de l'Europe est cependant fixée au fleuve Tanaïs (l'actuel Don). L'empereur mène alors une politique de réorientation de l'Empire russe vers l'Europe, en fondant Saint-Pétersbourg, capitale ouverte sur la mer Baltique. Pour apparaitre comme un véritable État européen, la Russie se doit d'appartenir pleinement à cet ensemble géographique. C'est ainsi que l'historien et géographe Vassili Tatichtchev est chargé de déplacer vers l'est la frontière de l'Europe. Ce dernier choisit le massif de l'Oural et le fleuve du même nom comme nouvelles limites orientales. Ce choix sera adopté progressivement à partir de la fin du XVIIIe siècle par les autres géographes européens.
Les frontières de l'Europe ainsi esquissées, l'Europe de l'Est apparait donc délimitée au nord par l'océan Arctique, à l'est par l'Oural et au sud par la mer Caspienne, le Caucase et la mer Noire. S'agissant de ses frontières occidentales, celles-ci sont moins nettes puisqu'aucune barrière naturelle n'émerge nettement. En réalité, les frontières sont ici culturelles et politiques, donc plus incertaines,.

### Topographie

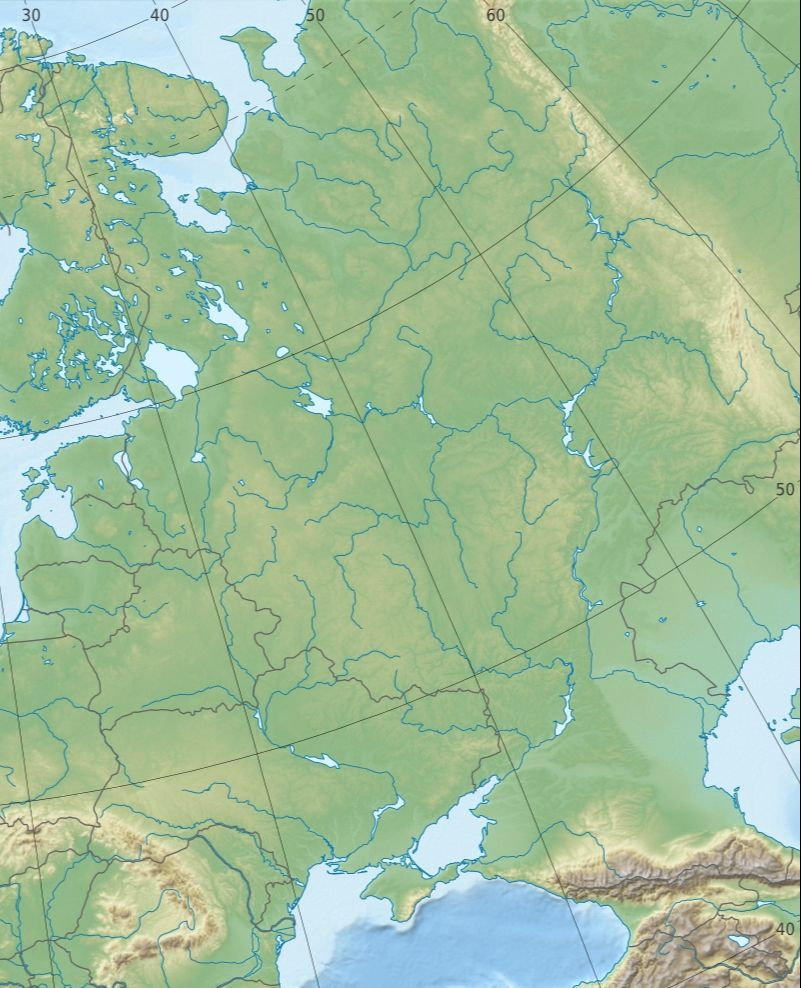
Carte physique de l'Europe de l'Est.

L'Europe de l'Est présente une importante homogénéité topographique. La grande plaine européenne, qui s'étend depuis la Flandre jusqu'à la Russie, en constitue la quasi-intégralité, à la seule exception des territoires montagneux périphériques (Oural et Caucase). Cette grande plaine, qui se subdivise ici en plaine d'Europe orientale, provient principalement des grandes glaciations du quaternaire qui ont aplani ces régions, formé de nombreux lacs, creusé de larges vallées et déposé une « ceinture de lœss » faisant de cette région — du nord de l’Allemagne à l’Ukraine — une terre riche et fertile. L'altitude n'y dépasse jamais 450 m.
La plaine d'Europe orientale, à l'ouest de l'Oural, présente un relief d'altitude modérée et monotone : plateau du Dniepr et du Valdaï (altitude comprise entre 200 et plus de 300 m), Donbass (altitude supérieure à 350 m). Ces reliefs peu marqués constituent néanmoins un « château d'eau » naturel : la Volga, le Don, le Dniepr et les fleuves côtiers de la Baltique y prennent en effet leurs sources. D'une manière générale, les vallées fluviales sont les seuls véritables accidents topographiques,.
Dans sa partie ukrainienne, le sol de la plaine d'Europe orientale est constitué des terres noires (en ukrainien (retranscrit) tchernozem) riches en humus (80 %). Ces terres très fertiles résultent d'un climat à été chaud — davantage qu'en Biélorussie et Russie voisines — mais à pluviométrie insuffisante pour permettre la formation de forêts. Leur mise en valeur, au détriment de la prairie naturelle, à compter du XVIIIe siècle a permis la constitution de « greniers à blé », bien que la production agricole s'étende à la betterave sucrière et à l'élevage.
Les frontières de l'Europe de l'Est sont principalement le fait de deux massifs montagneux, l'Oural et le Caucase. Le premier s'étire du nord au sud de l'océan Arctique à la dépression de la Caspienne, sur une longueur de plus de 2 000 km. La chaine culmine dans sa partie nord (mont Narodnaïa, 1 895 m d'altitude), tandis que l'Oural central est constitué de collines d'altitude modérée (environ 500 m) aisément franchissables — le massif est une barrière symbolique plus que physique ; au sud, le massif remonte jusqu'à 1 638 m d'altitude au mont Iamantaou. Le Caucase quant à lui abrite les sommets les plus élevés du continent et s'étire sur un axe Nord-Ouest Sud-Est de la mer Noire à la mer Caspienne. Le nord est une zone de piémont appartenant parfois à la steppe tandis que la chaine du Grand Caucase se déploie en son centre sur plus de 1 250 km. Plusieurs sommets y dépassent les 5 000 m, à commencer par le mont Elbrouz, point culminant du continent européen, tandis que le col le plus bas atteint les 2 379 m.
Le sud de la Crimée abrite également une petite zone de relief élevé : la presqu'île — de 360 km d'ouest en est et de 250 km du nord au sud — abrite des montagnes dont l'altitude dépasse les 1 500 m.

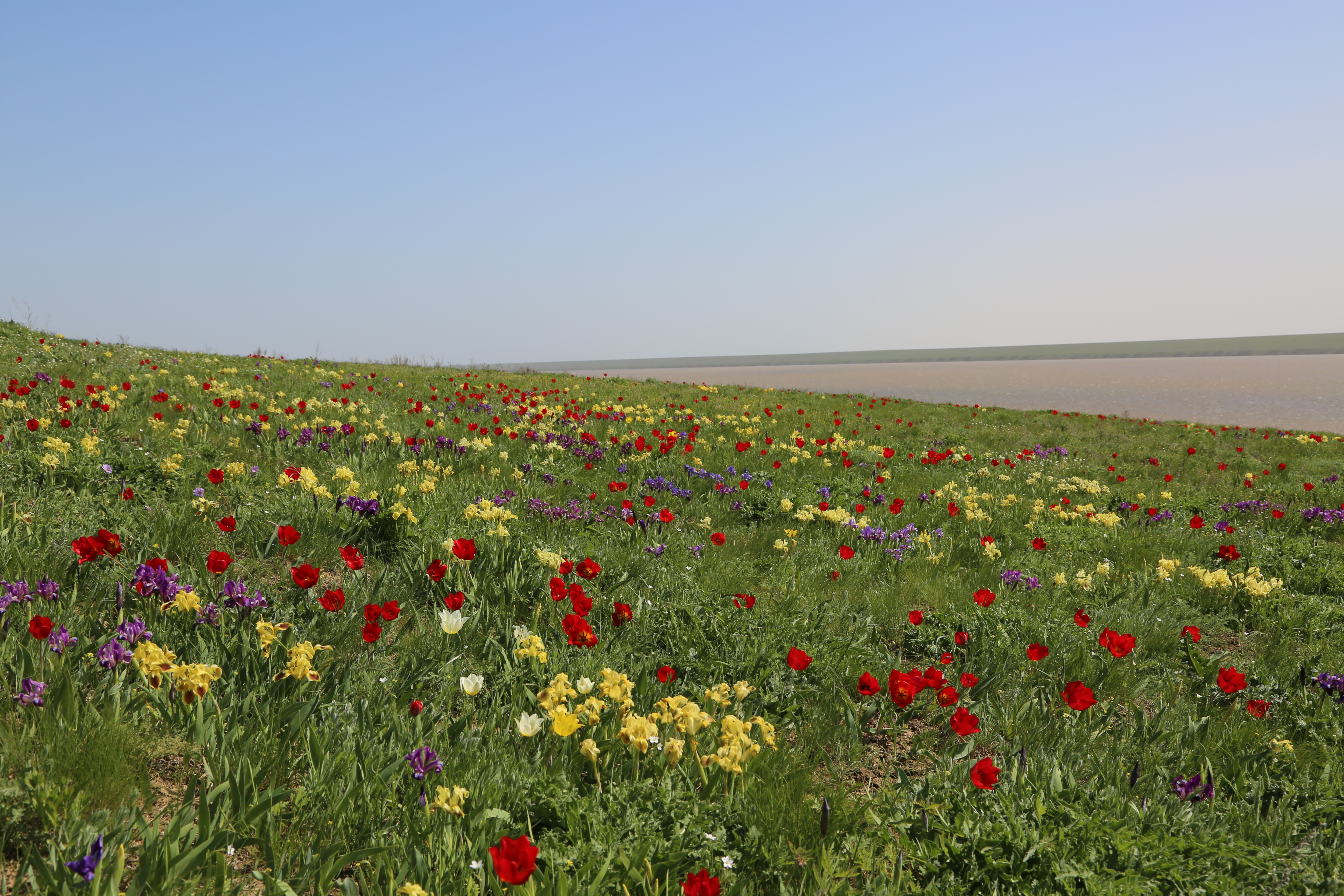
La floraison du printemps est souvent spectaculaire dans la steppe (oblast de Rostov, Russie).
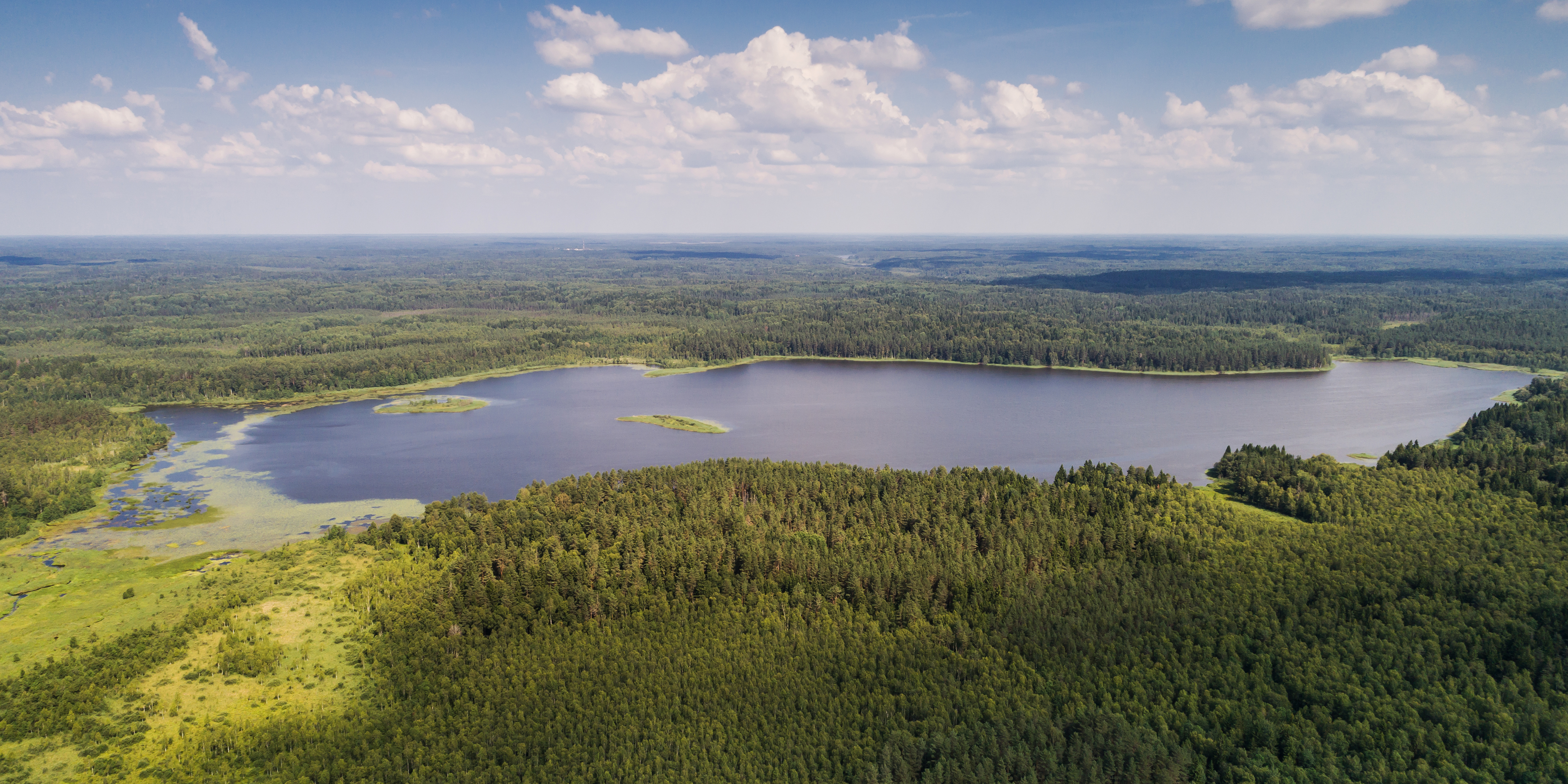
Paysage des collines de Valdaï (oblast de Novgorod, Russie).
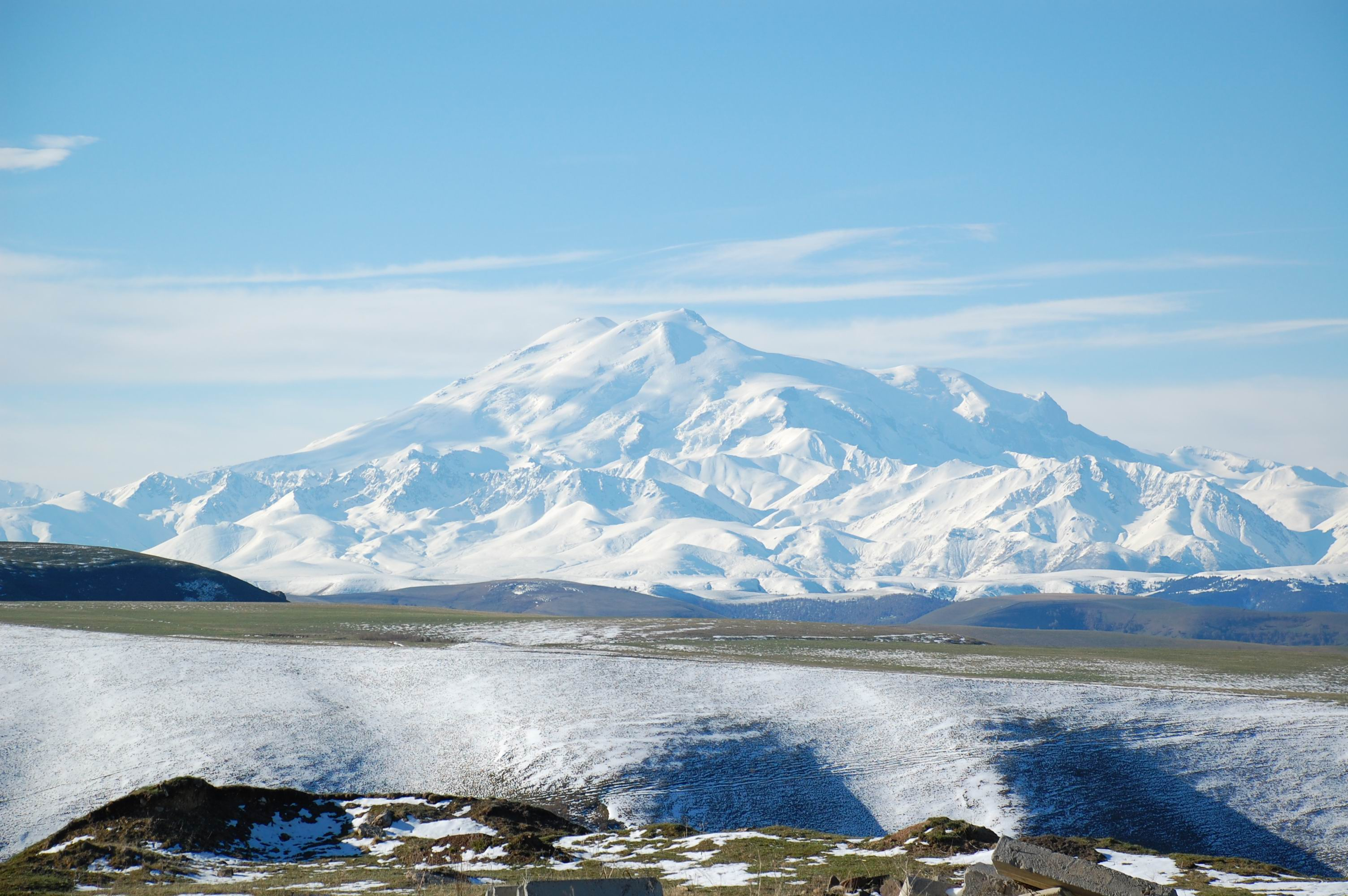
L'Elbrouz (Russie).
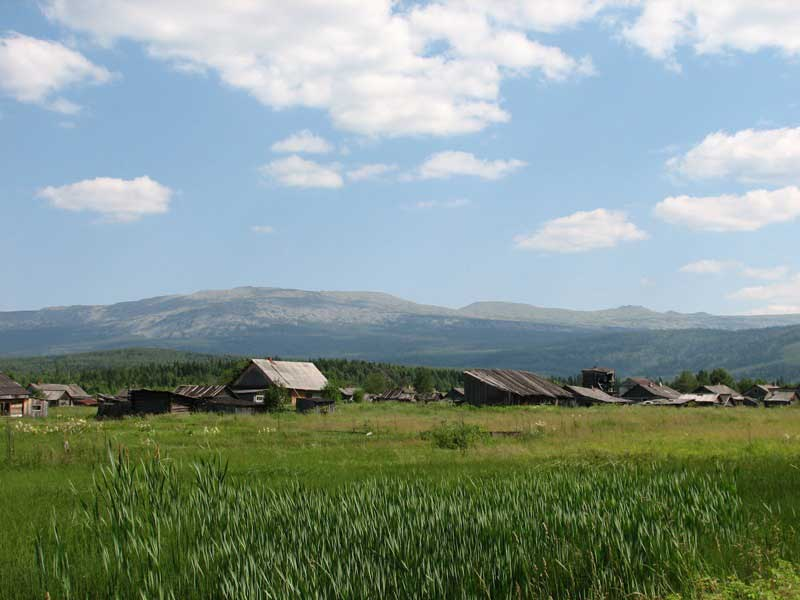
Vue du mont Oslyanka dans l'Oural central (Kraï de Perm, Russie).

### Climat

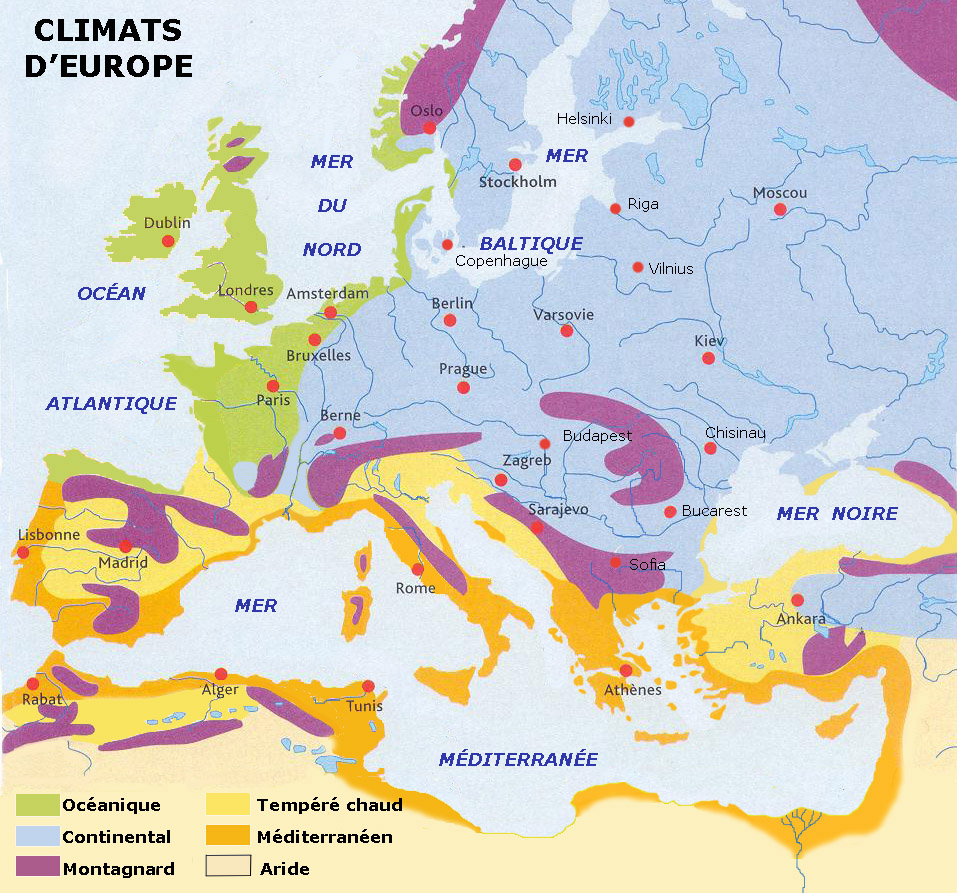
Carte climatique de l'Europe.

Malgré leur situation à des latitudes comparables à la France ou à la Grande-Bretagne, les pays d'Europe de l'Est connaissent un climat continental. Il est marqué par un important contraste entre saison froide et saison chaude : les hivers sont rudes, très froids et secs — jusqu'à quatre à cinq mois de gel quasi permanent —, tandis que les étés sont chauds et humides, voire orageux. Le printemps y est bref. L'amplitude thermique est maximale à l'échelle européenne (30°C à Moscou, avec une moyenne mensuelle de – 12 °C en janvier). Hormis les zones de montagne, le littoral de la mer Noire — la Crimée en particulier — est la seule région est-européenne à ne pas subir ce climat continental : l'hiver est doux le long de la « Riviera »,.

### Hydrographie
L'hydrographie de l'Europe de l'Est est le fruit du relief et du climat de la région. Plusieurs cours d'eau majeurs traversent l'Europe orientale — Volga, Don, Dniepr —, leurs bassins n'étant pas freinés du fait de l'absence de morcellement du relief. Le régime hydrographique de ces cours d'eau, dit nival, est marqué, à l'instar de ceux d'autres climats continentaux, par des maximums printaniers très importants dus à la fonte des neiges et à la débâcle des glaces et un minimum en hiver.
La Volga, le plus long fleuve d'Europe, coule sur près de 3 690 km depuis les collines de Valdaï jusqu'à la mer Caspienne. Son bassin versant de 1 360 000 km2 couvre près de 30 % de la plaine russe. Elle traverse tout d'abord la taïga où elle est rejointe par de nombreux cours d'eau tributaires de Russie centrale et septentrionale. Plus au sud, au-delà de Samara, le fleuve rejoint le domaine des steppes lesquelles sont peu pourvoyeuses en affluents. Puis, à partir de Volgograd, la Volga se divise en deux bras, lesquels traversent les semi-déserts de la dépression Caspienne et y forment, après Astrakhan, un delta 10 000 km2, où la rivière se jette dans la Caspienne. Elle est prise dans les glaces pendant plusieurs mois chaque année — quatre mois au nord, trois mois plus au sud —. La débâcle de printemps provoque son débit maximal et l'inondation de la plaine alluviale : le fleuve charrie alors en six semaines la moitié de son volume d'eau annuel. Il connait un second — mais faible — maximal à l'automne.
Le Dniepr, d'une longueur de 2 200 km, prend également sa source dans le Valdai. Son bassin versant de 504 000 km2 couvre le territoire de la Russie, de la Biélorussie puis de l'Ukraine. Le fleuve traverse ainsi Smolensk avant d'entrer en Biélorussie où il bifurque en direction du sud, jusqu'à Kiev. De là, son cours fléchit en direction du sud-est jusqu'à Dnipro et Zaporijjia où il bifurque en direction du sud-ouest jusqu'à se jeter dans la mer Noire. Ses principaux tributaires sont la Bérézina et le Pripiat. Son régime est également nival de plaine et le fleuve est pris par les glaces pendant plusieurs mois chaque hiver.
Le Don quant à lui prend sa source au cœur du plateau central de Russie, près de la ville de Novomoskovsk. Il coule sur près de 1 870 km en direction du sud, tandis que son bassin versant couvre environ 422 000 km2, entre la Volga à l'est et le Dniepr à l'ouest. Il se jette dans la mer d'Azov au niveau du golfe de Taganrog.

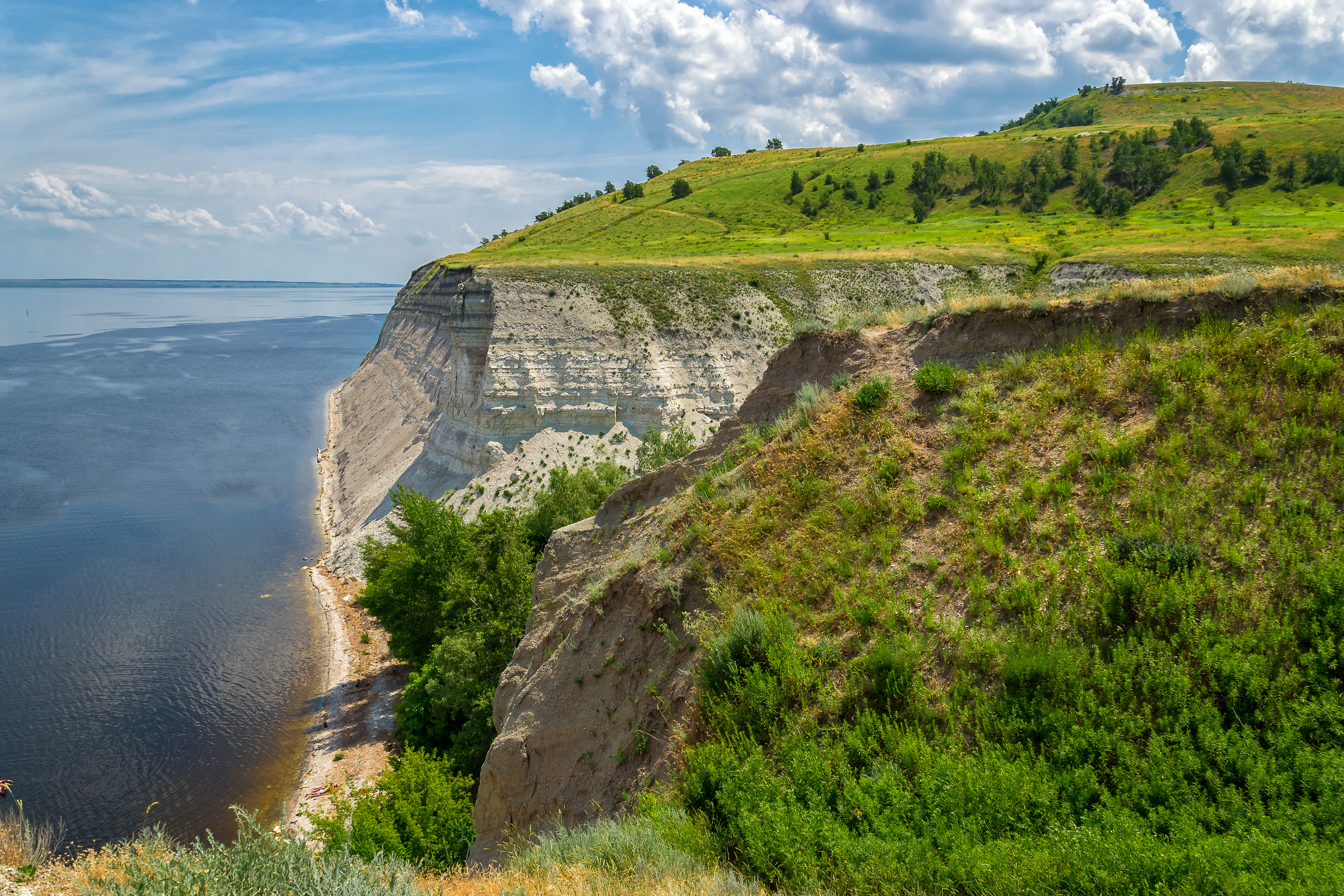
Falaise au bord de la Volga (oblast de Saratov, Russie).
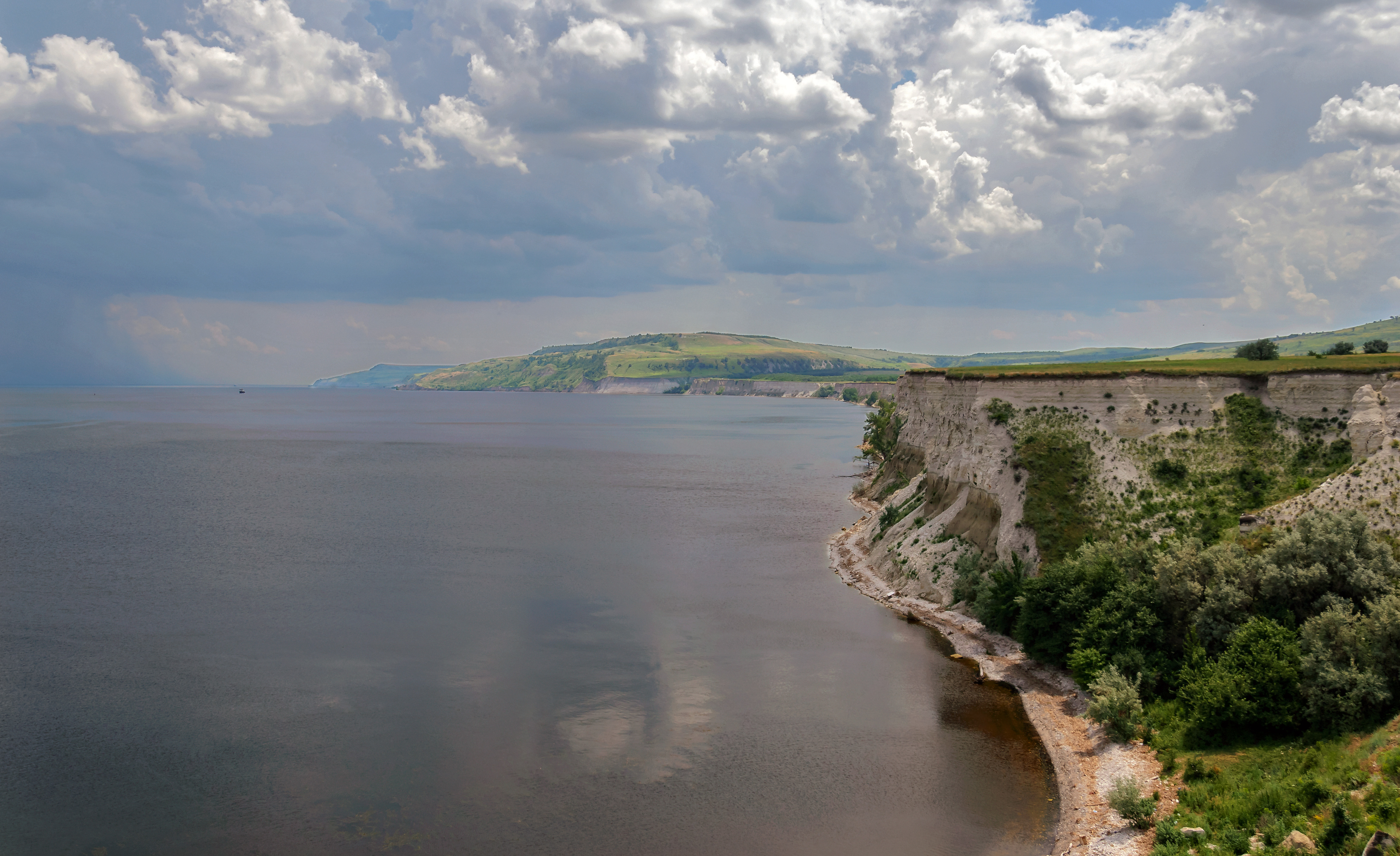
Paysage de falaises au bord de la Volga (oblast de Saratov, Russie).
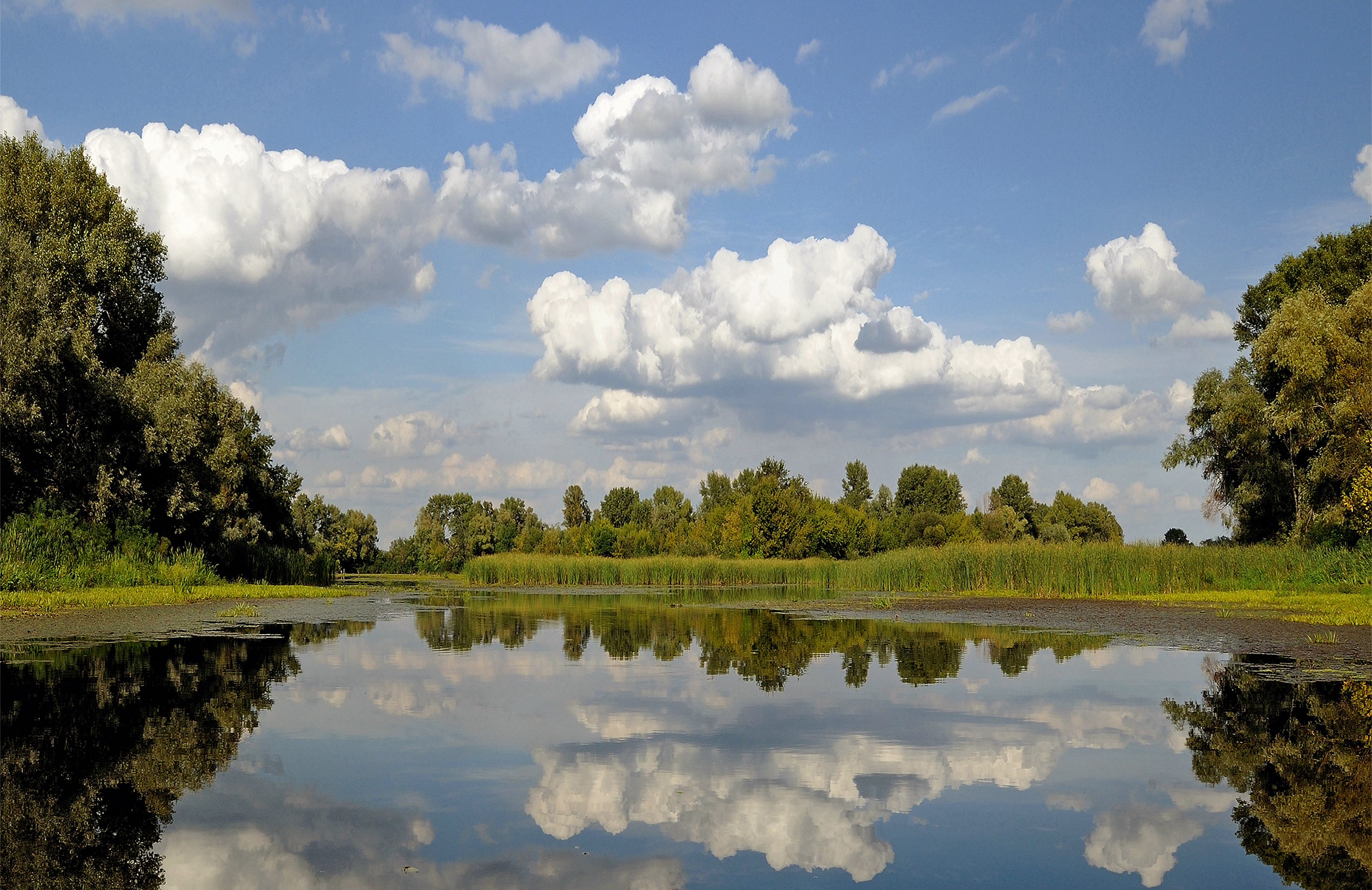
Un bras mort du Dniepr près de Kiev (oblast de Kiev, Ukraine).
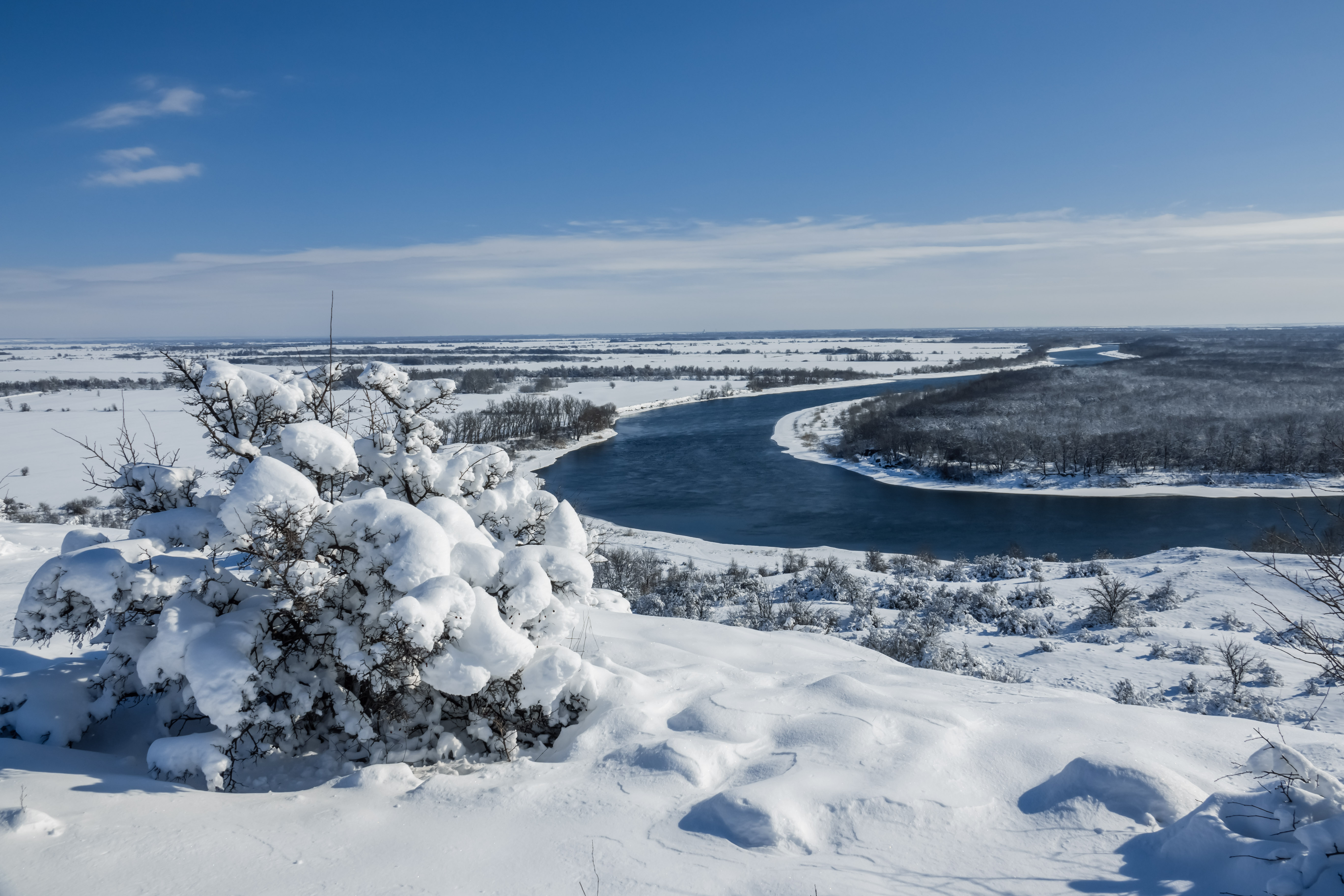
Le Don en hiver (oblast de Rostov, Russie).

## Culture
Les États d’Europe orientale sont très majoritairement de langues slaves voire, selon la définition retenue, de langues baltes, finno-ougriennes ou romanes.
La Kalmoukie, zone de steppe située à l'ouest de la basse-Volga, abrite quant à elle une population parlant majoritairement une langue altaïque mongole ; les Kalmouks présentent en outre la particularité d'être en majorité bouddhistes.

### Caucase
Le Caucase est un cas particulier en ce qu'il présente un relief accidenté — le rendant difficile d'accès et donc culturellement compartimenté — et qu'il se situe à un carrefour d'influences culturelles, commerciales et militaires. Il a par conséquent servi au cours de l'histoire de refuge ou de conquête à de multiples populations, lesquelles y sont toujours présentes. Bien souvent, les plus faibles ou les plus anciennes populations sont établies aux étages supérieurs du massif. Cette « montagne des langues » — situation déjà remarquée par Pline l'Ancien — abrite ainsi, notamment, des langues  paléo-caucasiques (abkhazo-adygiennes, nakho-daghestaniennes et kartvéliennes) et altaïques (koumyk, nogay, Karatchaï balkar, etc.). Cette « mosaïque ethnique » abrite en conséquence également une grande variété religieuse. Le christianisme, principalement orthodoxe, se retrouve ainsi chez les Ossètes, les Abkhazes ou encore les Tcherkesses tandis que l'islam (majoritairement sunnite) est pratiqué par les peuples montagnards du centre du massif.

## Définitions
Plusieurs définitions peuvent être retenues, tantôt restrictive, tantôt extensive.

### Définition restrictive

L'Europe de l'Est (jaune) selon le Comité permanent des noms géographiques allemand.

De manière restrictive, il ressort, selon le Comité permanent des noms géographiques allemand, ou le World Factbook de la CIA, que la Biélorussie, la Russie et l'Ukraine sont systématiquement inclus dans la définition de l'Europe de l'Est.

#### Biélorussie
Il est possible d'exclure de la sphère est-européenne la région biélorusse correspondant au voblast de Hrodna. Son histoire le rattache en effet à l'Europe centrale. Celui-ci est peuplé d'une importante minorité polonaise catholique, représentant en 1999 environ 400 000 habitants et jusqu'à 20 % de la population de certains districts. Historiquement, la ville de Hrodna voit s’établir des Lituaniens à compter du XIIIe siècle puis des Polonais au cours du XIVe siècle ; elle est au XVIe siècle un exemple de cohabitation multi-ethnique. Lors du troisième partage de la Pologne, en 1795, la ville passe sous la souveraineté de l'Empire russe. Celui-ci s’engage alors dans la russification de la région mais en 1939, Hrodna — un peu plus de 50 000 habitants — compte toujours 22 000 Polonais et 21 000 Juifs.

#### Russie
Il est également possible d'exclure de la sphère est-européenne l'oblast de Kaliningrad, l'ancienne province de Prusse-Orientale germanique et protestante dont les caractéristiques sont typiquement centreuropéennes. Kaliningrad — autrefois Königsberg — est l’ancienne résidence du Grand maitre de l’ordre Teutonique, la capitale du duché de Prusse où Frédéric-Guillaume 1er se fait couronner roi, la ville d’Emmanuel Kant et un lieu de résidence apprécié de la bourgeoisie berlinoise. Au lendemain de la Seconde Guerre mondiale, elle subit une véritable épuration ethnique et il ne reste officiellement aucun allemand en 1953. Plus tard, les témoignages de la présence allemande seront rasés (cimetière, citadelle). L’oblast compte néanmoins à la fin du XXe siècle 3,5 % de Lituaniens et environ 10 000 Allemands de la Volga. De fait, l'ancien paysage culturel y a été considérablement transformé. Que cette zone appartienne culturellement à l'Europe centrale s'explique principalement par le fait que l'histoire locale continue de s'insérer dans cet espace géographique, malgré la nouvelle composition de la population. Les identités régionales historiques persistent et probablement, à plus long terme, le développement des États voisins d'Europe centrale aura son effet sur la région, loin de la Russie eurasiatique.

#### Ukraine
Il est possible d'exclure de la sphère est-européenne les régions ukrainienne de Ruthénie subcarpatique, de Galicie et de Bucovine — comme appartenant à l'Europe centrale — et du Boudjak — territoire de l'Europe du Sud-Est.
La Ruthénie subcarpatique se situe géographiquement à l'extrémité de la plaine de Pannonie et appartient à ce titre à l'Europe centrale. Mais cette région est surtout pendant un millénaire et jusqu'en 1920 sous souveraineté hongroise, avant d'être intégrée à la Tchécoslovaquie (1920-1939) puis de nouveau à la Hongrie (1939-1945). Une importante minorité hongroise y réside toujours et la majorité des slaves autochtones, les Ruthènes, ont été influencés culturellement. Cela a conduit chez ceux-ci à l'émergence d'une conscience nationale propre et à un dialecte très distinctif. Enfin, jusqu'à la Seconde Guerre mondiale, d'importantes minorités allemandes et juives étaient également présentes, de petites enclaves germanophones y existent d'ailleurs encore au début du XXIe siècle, en faisant un territoirement culturellement et historiquement centreuropéen. De même, l'appartenance de la partie ukrainienne de la Galicie à l'Europe centrale se justifie non seulement par ses siècles de longue affiliation avec le royaume de Pologne, la république des Deux Nations puis la Pologne de l'entre-deux-guerres, mais aussi par la présence autrichienne de 1772 à 1918, à une époque où les territoires au nord et à l'est sont russes. Au cours de la période autrichienne, la domination politique et sociale de la Pologne catholique était patente, même parmi la population ruthène proche de l'Église uniate. La présence d'enclaves allemandes où furent assimilés des Juifs renforcent le caractère centreuropéen de la Galicie, malgré la forte diminution des populations non ukrainiennes aujourd'hui. Quant à la Bucovine, elle a été culturellement influencée par son appartenance à l'empire d'Autriche de 1775 à 1918 et c'est pourquoi elle est souvent considérée comme centre-européenne. Les Allemands et la bourgeoisie juive germanisée y ont exercé une forte influence jusqu'à la Seconde Guerre mondiale. Malgré leur disparition respective à la suite de la Seconde Guerre mondiale, ce caractère multi-culturel de la Bucovine s'est perpétué.
L'attribution du Boudjak ukrainien à l'Europe du Sud-Est se justifie quant à lui en premier lieu par la longue et directe domination ottomane (de 1538 à 1812), bien que les traces de cette dernière ait été effacées par l'empire tsariste. La colonisation ottomane est autant le fruit de l'Empire ottoman lui-même que des groupes d'Europe du Sud-Est qui avaient fui l'Empire (Bulgares ou Gagaouzes).

### Définition extensive

L'Europe de l'Est (rouge clair) d'après The World Factbook de la CIA.

Régions utilisée par le traitement statistique des divisions statistiques des Nations unies
Europe de l'Est,
Europe du Nord
Europe du Sud
Europe de l'Ouest

Au delà des trois pays slaves relevant de cette définition restrictive, d'autres États sont alternativement considérés comme appartenant à l'espace est-européen. Ainsi, toujours d'après le World Factbook de la CIA, les pays baltes (Estonie, Lettonie et Lituanie) et la Moldavie y sont rattachés. À l'inverse, le département statistique des Nations unies exclut les pays baltes (vus comme appartenant à l'Europe du Nord) mais y ajoute la Tchéquie, la Hongrie, la Slovaquie et la Pologne — appartenant traditionnellement à l'Europe centrale — ainsi que la Roumanie et la Bulgarie.

#### États baltes
Selon Jordan, les États baltes sont à exclure de la sphère est-européenne. En effet, bien qu'ils comptent  d'importantes minorités russes (en particulier la Lettonie et l'Estonie) mais contrairement à leurs voisins de l'est, les peuples baltes, majoritaires, ne sont pas sur le plan culturel et religieux marqués pas la tradition byzantine, mais plutôt par un mélange de christianisme protestant et catholique typique de l'Europe centrale. La Lituanie catholique a d'ailleurs été liée à la Pologne — pays centreuropéen — de la fin du XIVe siècle à 1795 et abrite encore aujourd'hui une importante minorité polonaise. La Lettonie — majoritairement protestante — et l'Estonie ont fait partie de l'État monastique des chevaliers Teutoniques du XIIIe siècle au XVe siècle, tout comme la Prusse orientale. Jusqu'à la Seconde Guerre mondiale, les trois États comptaient une importante population allemande qui jouait un rôle social majeur, surtout en Estonie, en tant que seigneurie. Dans ces trois pays — en particulier en Lituanie — la minorité juive était jusqu'à la Seconde Guerre mondiale très importante également. Toutes ces caractéristiques distinguent les pays baltes tout la fois de l'Europe de l'Est et de celle du Nord, avec laquelle seule l'Estonie constitue un pont culturel en raison de la proximité linguistique entre l'estonien et le finnois.

#### Moldavie
Le cas de la Moldavie est discuté entre d’une part les soviétologues et les spécialistes du monde slave qui la rangent systématiquement en Europe de l’Est (et même stricto sensu en raison de son appartenance à l’Empire russe de 1812 à 1917 et à l’URSS de 1940 à 1991), et d’autre part les Moldaves eux-mêmes, les Roumains et les spécialistes des langues romanes qui la rangent en Europe centrale ou méridionale en raison de sa langue latine et de son passé moldave et roumain.
Selon Jordan, la Moldavie, dans ses limites géographiques contemporaines, est exclue de la sphère est-européenne par son histoire, liée à la principauté de Moldavie — l'une des trois principautés médiévales à population roumanophone — ainsi qu'à l'influence notable qu'y a exercé l'Empire ottoman, de 1512 à 1812. Elle est donc culturellement très proche de la Roumanie, elle-même pays de l'Europe du Sud-Est. En revanche, l'intégration du pays à l'Empire russe de 1812 à 1991 a eu une influence considérable : l'empreinte russe, encore très forte, se remarque par l'usage du russe comme langue véhiculaire et par l'importante russophilie de certaines élites ou minorités ethniques comme les Gagaouzes.
La situation de la Transnistrie montre bien cette ambivalence entre deux sphères culturelles et politiques.

#### Roumanie
Le cas de la Roumanie est particulier, car les trois principales régions qui la composent appartiennent à trois ensembles distincts : la Transylvanie appartient à l’Europe centrale, la Valachie (dont la Dobrogée) à l’Europe du Sud et la Moldavie tantôt à l’Europe orientale ou à l'Europe méridionale. Le pays est ainsi à cheval sur plusieurs ensembles.

#### Régions européennes
- Géographie de l'Europe
- Europe centrale
- Europe du Sud-Est
- Europe du Sud
- Europe de l'Ouest
- Europe du Nord

#### Concepts territoriaux complémentaires ou concurrents
- Europe centrale et orientale
- Europe médiane
- Région intermédiaire
- Eurasisme
- Panslavisme

#### Expressions institutionnelles
- Communauté des États indépendants
- Union de la Russie et de la Biélorussie
- Communauté économique eurasiatique
- Partenariat oriental